# Geórgios Rállis
Geórgios Ioánnis Rállis (em grego: Γεώργιος Ράλλης; Atenas, 26 de Dezembro 1918 – Atenas, 15 de Março de 2006) foi um político da Grécia. Ocupou o cargo de primeiro-ministro da Grécia entre 10 de Maio de 1980 a 21 de Outubro de 1981.